# Плезант Хил (Луизијана)
Плезант Хил (енгл. Pleasant Hill) град је у америчкој савезној држави Луизијана.

## Демографија
По попису из 2010. године број становника је 723, што је 63 (-8,0%) становника мање него 2000. године.
| Група             | 2000.       | 2010.       |
| Белци             | 457 (58,1%) | 384 (53,1%) |
| Афроамериканци    | 276 (35,1%) | 297 (41,1%) |
| Азијати           | 1 (0,1%)    | 0 (0,0%)    |
| Хиспаноамериканци | 15 (1,9%)   | 15 (2,1%)   |
| Укупно            | 786         | 723         |